# Pelusios rhodesianus
Pelusios rhodesianus là một loài rùa trong họ Pelomedusidae. Loài này được Hewitt mô tả khoa học đầu tiên năm 1927.